# Abbas Hüseynov
Abbas İsrafil oğlu Hüseynov (Gəncə, 13 giugno 1995) è un calciatore azero, difensore del Qarabağ e della nazionale azera.

## Carriera

### Club
Ha giocato nella prima divisione azera.

### Nazionale
Ha giocato nella nazionale azera Under-21.
Nel 2018 ha esordito nella nazionale maggiore azera.

## Palmarès

### Club

#### Competizioni nazionali
- Campionato azero: 7

Qarabağ: 2017-2018, 2018-2019, 2019-2020, 2021-2022, 2022-2023, 2023-2024, 2024-2025